# Janusz Radziwiłł (1612-1655)
Janusz Radziwiłł (n. 12 decembrie 1612, Papilys⁠(d), Marele Ducat al Lituaniei, Lituania – d. 31 decembrie 1655, Tykocin, Coroana Regatului Poloniei⁠(d), Polonia-Lituania) a fost un hatman și magnat lituanian din familia Radvil. Era unul dintre cei mai puternici oameni din Uniunea statală polono-lituaniană. Este ascendent al multor familii regale domnitoare din Europa (a Suediei, Belgiei, Norvegiei, Danemarcei, etc).
A fost căsătorit cu Maria Lupu, fiica domnitorului moldovean Vasile Lupu.